# Synapturanus salseri
Synapturanus salseri är en groddjursart som beskrevs av William F. Pyburn 1975. Synapturanus salseri ingår i släktet Synapturanus och familjen Microhylidae. IUCN kategoriserar arten globalt som livskraftig. Inga underarter finns listade i Catalogue of Life.